# Louis-Gustave-Adolphe Coradin
Louis-Gustave-Adolphe Coradin, francoski general, * 11. avgust 1881, † 14. marec 1949.